# (36559) 2000 QB106
2000 QB106 (asteroide 36559) é um asteroide da cintura principal. Possui uma excentricidade de 0.12482090 e uma inclinação de 12.33976º.
Este asteroide foi descoberto no dia 28 de agosto de 2000 por LINEAR em Socorro.